# Petasites fragrans
Petasites fragrans là một loài thực vật có hoa trong họ Cúc. Loài này được (Vill.) C.Presl miêu tả khoa học đầu tiên năm 1826.